# 格利澤250
HD 50281 是一個位於麒麟座附近的聯星系統，由一顆橙矮星和一顆紅矮星組成。主星色調為橙色，視星等為6.58，處於或低於肉眼可見度的典型極限。根據視差，這顆恆星距離太陽28.5光年，但正在以-7.2 公里/秒的視向速度靠近。
主星是一顆普通的K型主序星，恆星分類為K3.5 V。它已有近 20 億年的歷史，並以5.5 公里/秒的預計自轉速度自轉。主星的金屬量接近太陽。該恆星具有太陽質量的79%和太陽半徑的73%。它從光球層發射出太陽光度的22.5%，有效溫度為4,712 K。。
伴星為一顆視星等為10.16 的普通自行恆星。

## 外部連結
- SolStation （页面存档备份，存于）
- ARICNS